# Wojna w Somalii (2006–2009)
Wojna w Somalii (2006) rozpoczęła się oficjalnie 21 grudnia 2006 roku, kiedy lider Unii Trybunałów Islamskich, fundamentalistycznego islamskiego rządu, sprawującego faktyczną władzę w Somalii, ogłosił, że „Somalia znajduje się w stanie wojny i wszyscy Somalijczycy powinni wziąć udział w walkach przeciwko Etiopii”. 24 grudnia 2006 Etiopia potwierdziła oficjalnie aktywną walkę przeciwko Unii Trybunałów Islamskich.
Ofensywa wojsk etiopskich, wspieranych przez oddziały tymczasowego rządu Somalii opanowały w krótkim czasie południe i centrum kraju, rządzone przez Unię Trybunałów Islamskich. 28 grudnia 2006 została poddana bez walki stolica kraju Mogadiszu. 1 stycznia 2007 wojska somalijskie i etiopskie zdobyły Dżilib, strategiczną miejscowość na drodze do Kismaju, ostatniego bastionu islamistów.
Główne walki z Unią Trybunałów Islamskich zakończyły się na przełomie marca i kwietnia. Od tego czasu islamiści prowadzą walkę partyzancką.
Pod koniec marca do Somalii przybyły pierwsze wojska pokojowe AMISOM. 

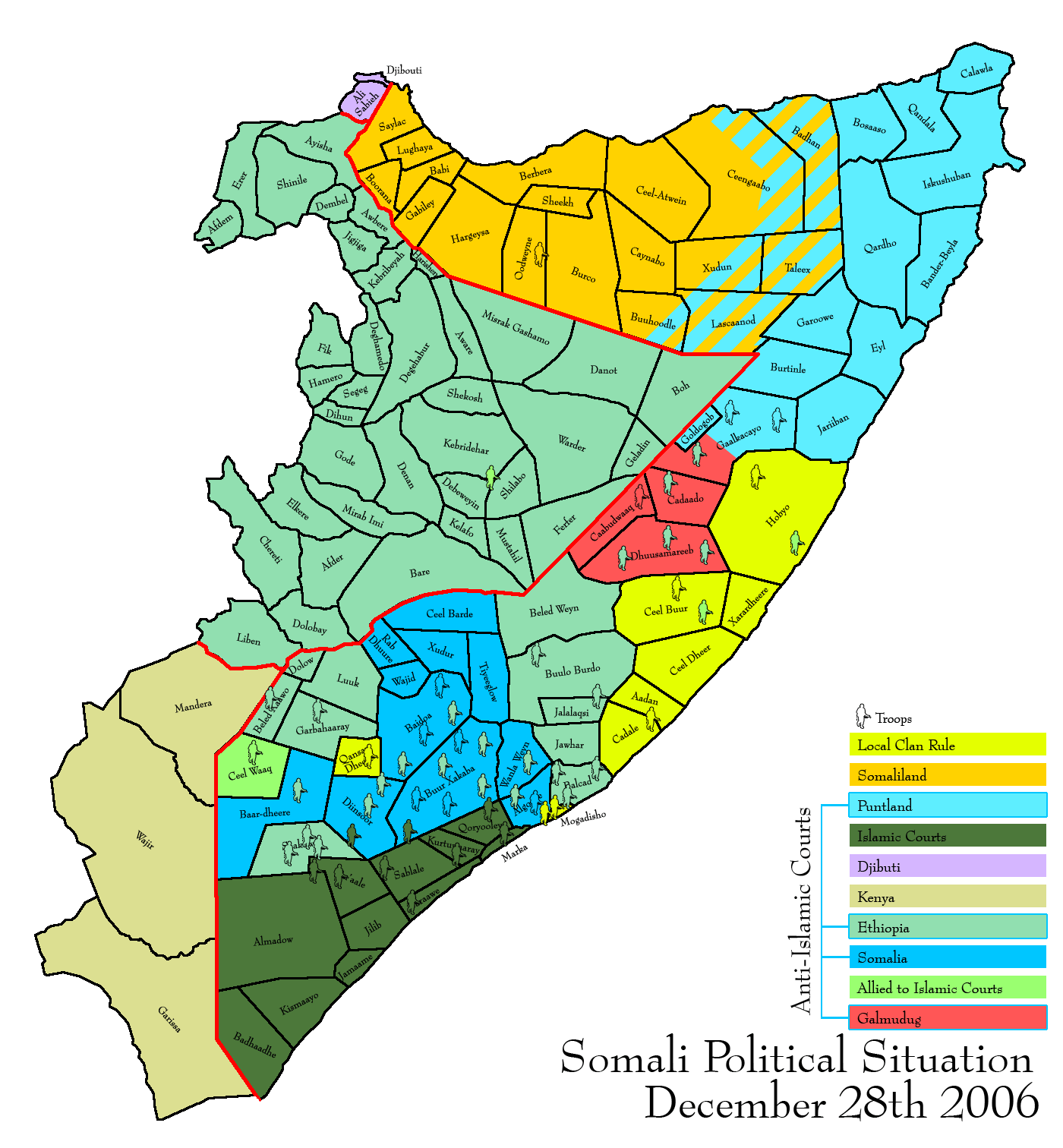
Sytuacja polityczna w Somalii na dzień 28 grudnia 2006
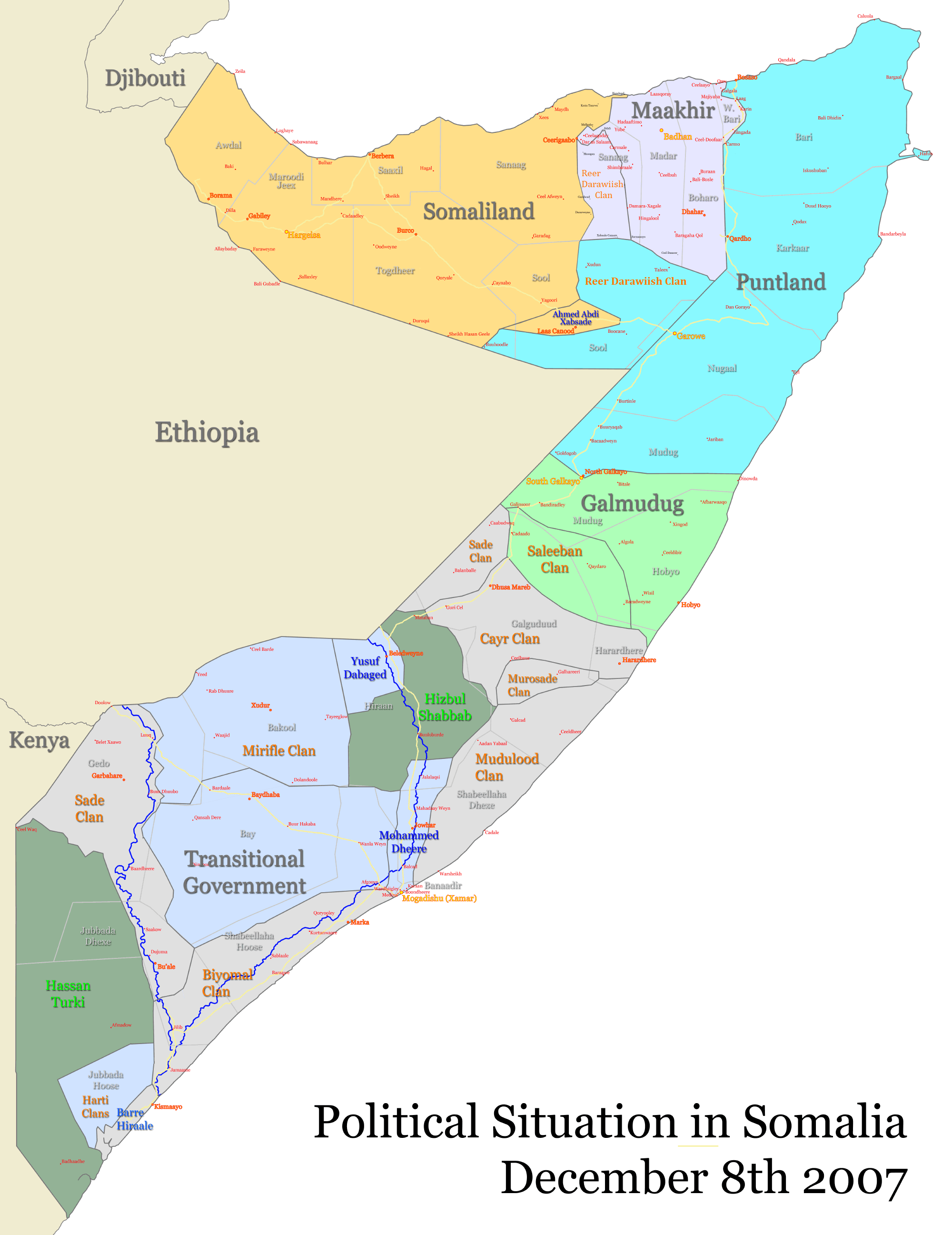
Sytuacja polityczna w Somalii na dzień 8 grudnia 2007
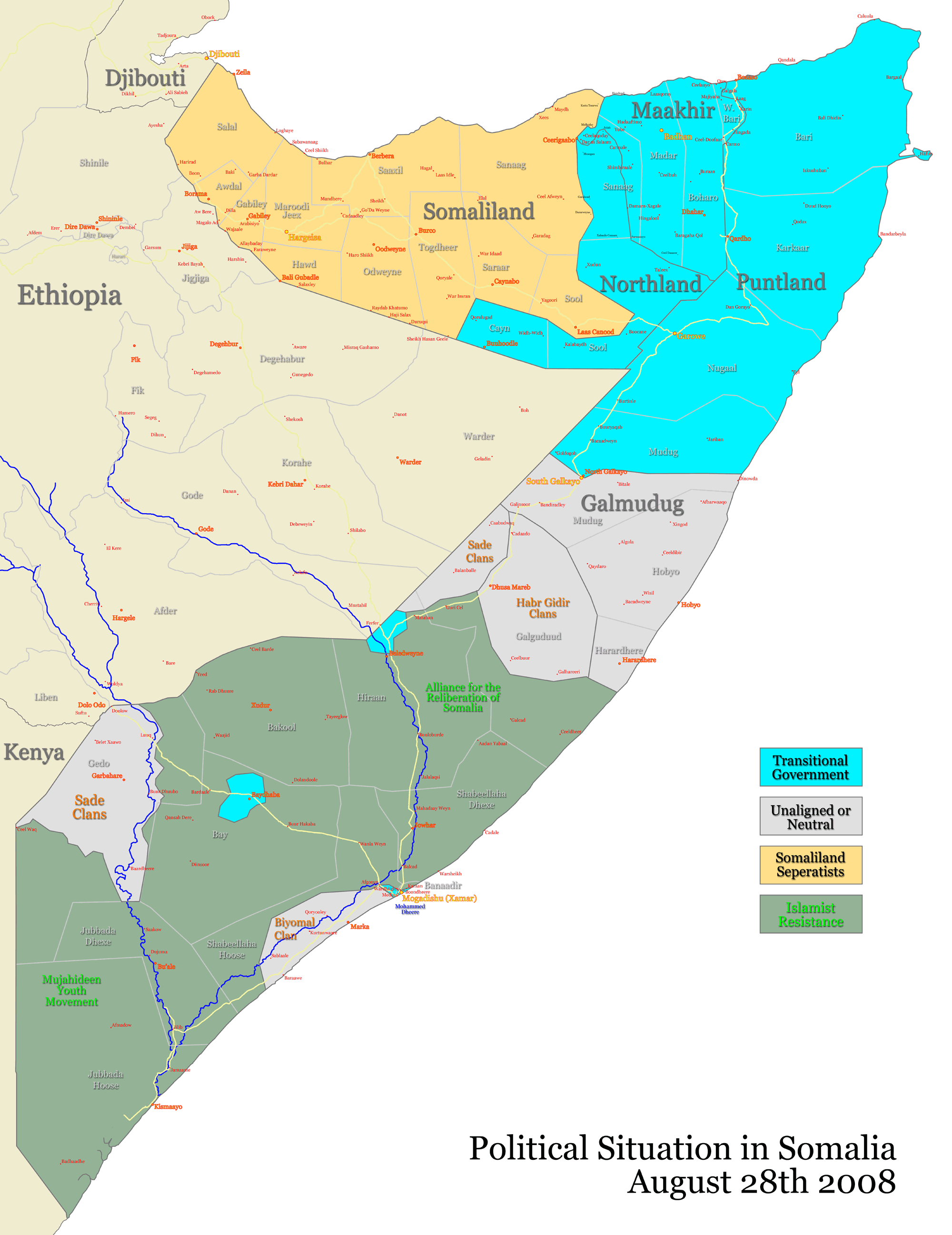
Sytuacja polityczna w Somalii na dzień 28 sierpnia 2008
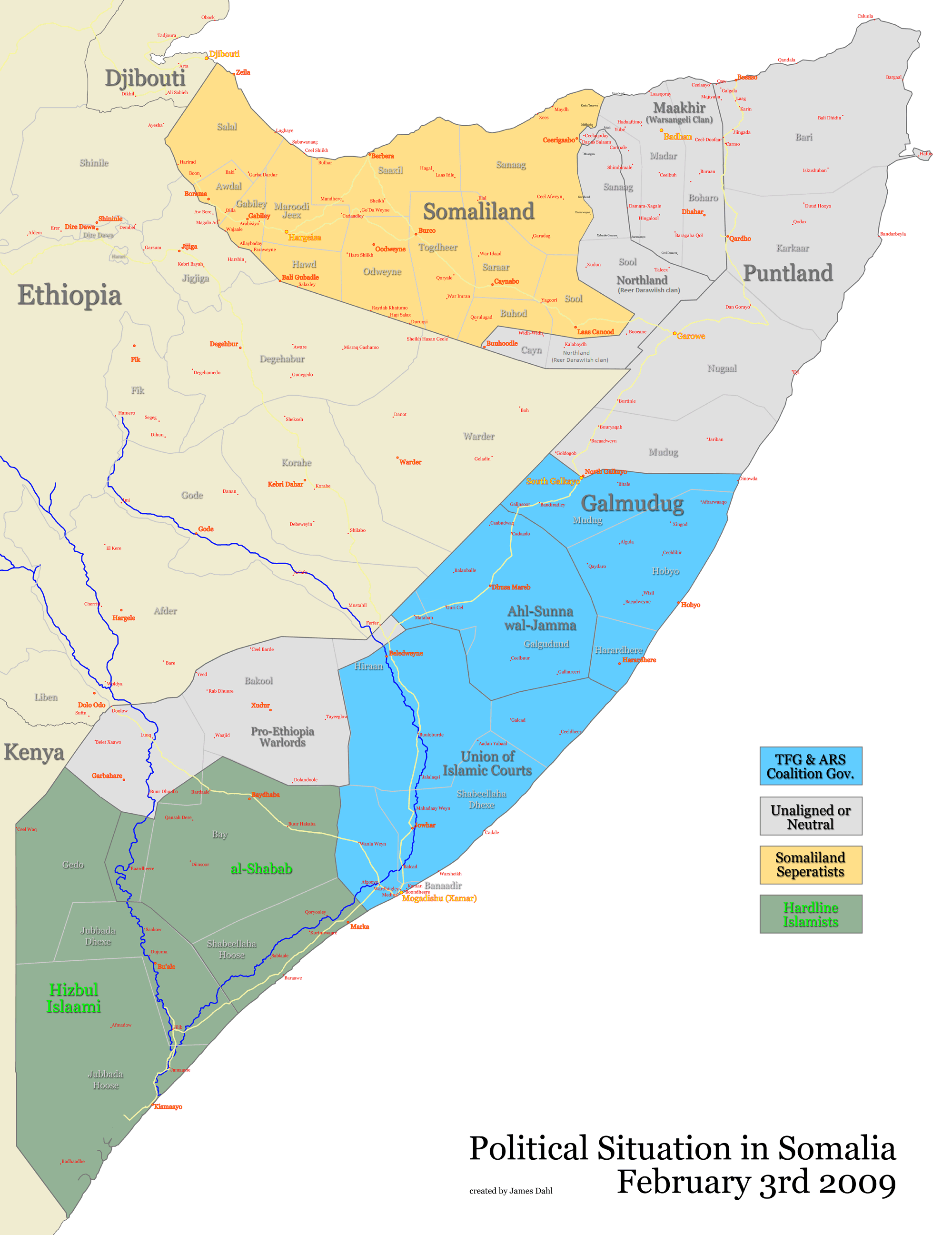
Sytuacja polityczna w Somalii na dzień 3 lutego 2009